# 泛美航空7号班机空难
|  |

泛美航空7号班机是一班从舊金山國際機場向西飞往檀香山国际机场的环球航班，于1957年11月8日途中在太平洋坠机，机上36名乘客与8名机组人员无一生还。涉事飞机是一架由泛美航空的波音377“天空快艇罗曼史”。
飞机最后一次无线电通讯过去九小时后地面人员才确知发生事故，如果一直在飞行此时也已耗尽燃油，地面没有收到机组人员任何紧急情况汇报。如果水上迫降，飞机和人员可能无恙，美国海岸警卫队开展大规模搜索。持续一周的搜救作业规模创下太平洋史上新纪录，最后在檀香山东北约900海里（1700公里）找到19名遇难者遗体。
事故原因调查至今都还没有下定论，蓄意破坏、维护不足、空中火灾等说法都停留在理论阶段，没有充足证据证明。美国民用航空委員會调查后发布报告，承认没有足够证据确定事故原因。

## 背景
泛美航空1947年率先开展定期环球航班，可从美国西海岸西进或东海岸东行，西海岸出发的终点站是东海岸，东海岸出发的相反，航班持续数日，沿途停靠众多城市。乘客可在中途城市下机，以后再搭同类航班离开。7号班机是泛美航空的环球西行航班，1957年11月每周五上午从舊金山國際機場出发，中途停靠15站，下周三抵达費城國際機場。

## 航班
1957年11月8日上午11点半，7号航班从旧金山出发飞往第一站檀香山国际机场。机上共有36名乘客和8名机组人员，预计飞行耗时10时15分。7号航班是泛美航空的波音377长途双层客机，起名“天空快艇罗曼史”。航班以67吨最大起飞重量起飞，携带燃油足以飞行约13小时:1。飞行计划要求巡航高度10,000英尺（3,000），航速226节（每小时420公里）:15。
机长下午5点04分例行汇报，航班位于夏威夷以东1028海里（1900公里），飞行高度10,000英尺（3,000），遇到时速约23公里逆风。此后地面再没收到飞机发来的信息，根据原定日程机长应在下午六点左右再度汇报位置。泛美航空6点42分报知美国海岸警卫队飞机失联超过一个半小时，情况反常但还不至发警报。90分钟后还是没有消息，海岸警卫队派出首批搜救飞机。

## 搜救
第一天共有四艘水面舰艇、鳕鱼号潜艇、红鲹号潜艇，以及檀香山出发的多架飞机参与搜索，要求军方飞机和舰船准备黎明时分加入。搜救人员找不到失踪航班，当局仍期望飞机只是无线电故障。考虑到班机可能导航设备故障，海岸警卫队命令珍珠港所有舰船朝天上亮灯，以便机上看到并充当信标。军用航空运输机汇报发现水面灯光，各方蜂拥而至后确定只是船只照明。11月9日凌晨三点，飞机如果一直飞行此时燃油便已耗尽，泛美航空太平洋－阿拉斯加分部执行副总裁罗伯特·默里宣布7号班机估计“坠落”太平洋某处。
次日已有至少30架飞机、14艘水面舰艇加入搜救。菲律賓海號航空母艦携带舰载直升机和雷达反潜机从加利福尼亚州长滩出发。数小时后约翰·克雷格号驱逐舰和奥尔里克号驱逐舰离开圣地亚哥。海岸警卫队把搜索范围扩大到夏威夷以东39万平方公里洋面。泛美航空派事故同款班机满载物资从旧金山出发，以便有需要时投放，还派道格拉斯DC-7携带足以飞行16小时的燃油加入搜救。搜救持续一周，规模创下太平洋史上新纪录。泛美航空管理人员表示很有信心，飞机如果不得不在水面迫降，只要机身没有出现破洞就能“几乎无限期”漂浮。
三名飞行员搜索期间汇报听到手动应急无线电发出的微弱求救信号，类似救生筏上使用的设备。海岸警卫队驻夏威夷島乌波卢角基地在500千赫遇险波段听到信号。播报共有十轮，持续45分钟。飞行员汇报在求救信号后听到连串数字，最后两位好像都是“四”，可能是失踪飞机尾号“N90944”。海岸警卫队随后确认信号与7号航班无关，可能是由大陆发来或身份不明人员测试设备导致。与失踪航班机组有交情的泛美航空飞行员听取无线电信号录音后认为，信号不大可能源自7号班机。该司往返旧金山和檀香山的飞行员汇报看到长1.2米、宽0.6米的黄色柱形物体，附近有海水染色剂容器，但三艘潜艇、八艘海岸警卫队舰船、五艘商船前往搜索后一无所获。
11月14日，海军飞机在檀香山东北约900海里（1700公里）搜寻时发现水中残骸和尸体，距飞行预定路线向北偏移约90海里（170公里），还有安全带绑在座椅上的遗体:2。搜救人员从水中寻回19具遗体，其中14具身着救生衣，所有人均未穿鞋，表明乘客坠机前听到预警。三名死者的表停在5:27，即飞机最后一次无线电汇报23分钟后。海军报告表明所有死者都有外伤和多处骨折，飞机很可能以巨大力度撞上海面。尸体和飞机残骸散布在85平方公里海域。据菲律宾海号航母舰长阿伦少将汇报，没有证据表明飞机在半空爆炸，但海军发现许多碎片明显因火受损。搜救人员没找到客机主要部件，发现残骸附近海域约深五千米，沉底物体超出定位或回收深度极限。

## 失事飞机

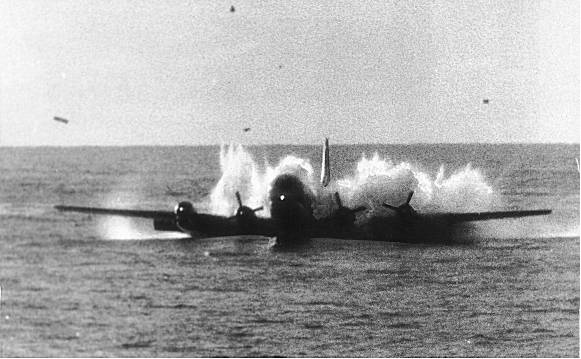
泛美航空六号班机“天空統治者”1956年10月16日迫降太平洋

失踪航班机型波音377，序列号15960，注册机尾号N90944:15。飞机1949年8月30日作为美國海外航空“爱尔兰旗舰”首飞，泛美航空收购美国海外航空后于1950年9月28日移交泛美航空:7。
事故发生时飞机机身累计飞行23690小时，四台发动机运行13459至16961小时不等，上次彻底检修后还只飞行1249小时。民用航空委員會经调查认定“飞机、发动机、螺旋桨均按规定维护并在安全时限内”。:15
事故严重程度在波音377史上排第二。该机型机械问题频发，多架飞机螺旋桨失控，飞行员无法控制螺旋桨颠簸。一旦发生，離心力令螺旋桨叶片倾斜度降至最低，影响空气动力稳定。1952年，泛美航空202号班机因发动机和螺旋桨停摆坠入亞馬遜盆地。1955年，泛美航空845/26号班机一台螺旋桨失灵，发动机从机翼脱落，飞机最后迫降俄勒冈州近海，机上四人遇难。
7号班机失事前不久发生两次事故。1957年6月18日，飞机从旧金山起飞后螺旋桨失控，机组无法在空中解决故障，调头后在机场紧急降落。同年9月19日，机组在离开旧金山飞往檀香山途中听到巨响，“就像凳子砸上飞行甲板”。机组检查没发现异常，飞机安全降落。:7泛美航空检查员后来检查也没发现异常，递交的报告表示正常情况也可能产生类似噪音:8。
序列号15960的波音377建造前，序列号15959的同型号泛美航空六号班机于1956年10月16日在太平洋迫降，飞机取名“天空統治者”，两台发动机在迫降前失灵。机上31人全部获救，但机尾在迫降时断裂，飞机落水仅22分钟就沉入大海，无法细查发动机故障原因。

## 乘客与机组
事故班机当天搭乘36名乘客和8名机组飞往檀香山:1。20名乘客计划下机，其他人至少还要继续飞到東京。32名乘客是美国人，澳大利亚、日本、土耳其、印度尼西亚各一人。檀香山另有17名乘客准备登机。
刚到不惑之年的机长戈登·布朗1942年从东北大学毕业后就在泛美航空开飞机:14，事发时他已累计飞行11314小时，波音377共674小时。副機師威廉·威根1946年加入泛美，累计飞行7355小时，波音377达到4018小时。:14二副機師威廉·福滕贝里兼任班机领航，1951年从斯帕坦堡社区学院毕业后就为泛美工作:14，累计飞行2683小时，波音377为1552小时。26岁飛航工程師阿尔伯特·皮纳塔罗1955年加入泛美，共飞行1596小时且皆為波音377:14。

## 民航局调查
美国民航局在7号航班预计耗尽燃油时马上启动调查，开始梳理飞机及设备的维修和运行记录。菲律宾海号航母将飞机残骸拉往长滩途中，美国武装部队病理学研究所的民航局调查员和病理学家搭飞机赶到航母开始调查，11月18日航母抵达港口时已确定四名死者身份，另外六人根据指纹和尸体身上找到的文件初步确定身份，所有尸体没有烧伤迹象。
民航局调查员把所有残骸运到旧金山的泛美检修站禁区:2。共计230公斤残骸大多是机身二级结构、内饰和设备、大量邮件包裹。找回的残骸只有发动机罩部分支撑环不属机身，发现时嵌在浮于水面的枕头里:2。民航局邀请泛美航空、联邦调查局、波音派代表协助调查。部分残骸存在火灾损伤迹象，但凡是浮在水面留下清晰水线的残骸，水线之下都没有烧伤痕迹，民航局调查员判断火只烧到浮在水上的部分:2。调查员没有发现证据表明飞机失火，实验室检测烧焦的碎片也没发现任何违禁品或爆炸物痕迹。
民调局调查员把货舱已知危险品纳入考虑:3。前货舱装有570克易燃固体化学品硫化钠，暴露在潮湿环境会释放硫化氫气体。调查员确定这些化学品安全存放在密封玻璃容器，外面以木箱包装。硫化氢有强烈臭味，如果确有泄露，机组早在气体浓度构成威胁以前就能发现。:3已回收碎片检测均未发现物质残留。货舱还装有几批乙酸纤维胶片，另有按规定包装的少量放射治疗药物:3。寻回残骸没有货舱碎片，但调查员判断没有理由认为舱内物品导致飞机失事:3。
民调局调查员查证班机维修记录。同年机组汇报飞机还发生两起“硬”着陆，持证机械师在第一起事故发生后目视检察飞机，但维修记录表明机械师没有执行比较耗时的翼梁腹板检查。第二起事故后检查的机械师没留书面报告。:8调查员认为，航空公司修理工在上述和类似情况的检查粗枝大叶，不能断定飞机维护完全正常且适合飞行，建议未来重新评估泛美航空维修作业:12。
病理学家检查19具遗体后发现14具体内存在浓度“可能致残”的一氧化碳，调查员研究机身可能达到的气体浓厚后认为多种情况可能导致上述结果。病理学家无法确定尸体内含一氧化碳是否坠机后人体腐烂产生。:6调查员判断发动机意外故障可能产生一氧化碳，经螺旋桨排出或从渦輪增壓器进入机身，这种故障极易引发火灾并导致无线电失效，飞行控制遭遇重大困难。调查员断定事故由此引发的可能最大。另外，人为恶意把无色无味的一氧化碳引入机舱可令机组丧失行动能力，最终导致坠机。:11此外，货舱内的乙酸纤维胶片遇到高热也会释放一氧化碳。调查员断定五人死于坠机肉体损伤，其他大部分人淹死前可能因撞击昏迷。
民航局调查员认定飞机撞上水面时角度不大，这与先前预测相反。如果不是右弦机翼被拖入水导致坠机，此次海上迫降本会安然无恙。

调查员最后无法断定坠机原因，最终报告写道：
民航局目前没有足够物证确定事故原因。尚在进一步调查确认飞机乘客体内一氧化碳证据的重要程度。:13

## 保险公司调查
保险公司调查乘客登机前是否购买大额保险。阿尔伯特·瓜伊（Albert Guay）1949年在加拿大太平洋航空108号班机上安置炸弹，阴谋害死夫人骗保。杰克·吉尔伯特·格雷厄姆1955年在机场为即将登上联合航空629号班机的母亲购买人寿保险，并在行李箱安放炸弹。鉴于上述先例，调查员查探7号航班乘客是否购买不同寻常的保险。水星保险汇报机上乘客保险单总值23万美元，未达异常范围。民航局调查员排除破坏骗保可能，报告表示机上乘客均未购买“不合理金额”人寿保险。
事发一年后（1958年），新闻报导揭露蒙大拿州海伦娜西方人寿保险公司拒绝支付7号航班起飞前不久乘客威廉·佩恩购买的两万美元人寿保单。41岁的佩恩来自加利福尼亚州斯科特吧，在机场购买总额12.5万美元的两份飞行保险。坠机海域没找到他的尸体，保险公司宣称没有证据表明他确实登机并且已经死亡。佩恩当时负债累累，保险公司宣称，考虑当事人的经济状况，他买机票到檀香山时提供的理由不充分。佩恩在海军服役22年后光荣退役，是爆破专家，遗孀哈丽特同年递交诉状，要求泛美航空赔偿30万美元，还称保险公司质疑坠机时她丈夫是否在机上的说法纯属无稽。她起诉保险公司要求偿付保单，民航局调查员表示实验室检查飞机残骸后已经排除机上任何炸弹爆炸的可能。泛美航空调查员后来承认曾调查有爆炸物经验并购买大额保险的佩恩，他在负债累累时买单程票飞往檀香山的确可疑。法官批评西方人寿保险公司企图逃避支付保险索赔，命令该司全额支付保单金额，同时退回拒绝索赔导致死者遗孀不得不继续支付的保费。